# Кастельбальдо
Кастельбальдо (итал. Castelbaldo) — коммуна в Италии, располагается в провинции Падуя области Венеция.
Население составляет 1697 человек, плотность населения составляет 113 чел./км². Занимает площадь 15 км². Почтовый индекс — 35040. Телефонный код — 0425.
Покровителем коммуны почитается святой Валентин Интерамнский. Праздник ежегодно празднуется 14 февраля.